# 家元 (映像プロダクション)
株式会社家元（英: IEMOTO INC.）は、主にテレビコマーシャルのCG・映像編集の業務を行う、日本のポストプロダクション会社である。

## 沿革
- 2001年5月 - 設立

## 主な役員
- 福田篤史
- 岡田知之
- 佐野陽一
- 山内太
- 山藤真士